# De Navorscher
De Navorscher met als ondertitel  een middel tot gedachtenwisseling en letterkundig verkeer tusschen allen die iets weten, iets te vragen hebben of iets op kunnen lossen was een tijdschrift dat zich bezighield met het beantwoorden van vragen van lezers, vooral op het gebied van de geschiedenis, de genealogie en de taalkunde. De naam is afgeleid van het enigszins ouderwetse woord 'navorsen', dat onderzoeken betekent. Het doel was 'een middel tot gedachtewisseling en letterkundig verkeer’ te zijn, speciaal tussen weetgierige leken onderling. Het maandblad werd opgericht in 1851 en verscheen, met enige onderbrekingen, tot 1960. De laatste hoofdredacteur was Joop Reinboud. Medewerkers waren Abraham Jacob van der Aa, Johan Hendrik van Dale, Frederik Muller en talloze anderen. 
Het motto van dit tijdschrift is afkomstig van de Latijnse blijspelschrijver Terentius: "Nil tam difficile est, quin quaerendo investigari possiet" (=niets is zo moeilijk, of het kan door onderzoek worden opgehelderd).

## Navorser
Een moderne versie van dit tijdschrift is de discussielijst op het internet 'De Navorser', opgericht in 2002. De doelstelling van deze moderne Navorser is vergelijkbaar met die van anderhalve eeuw geleden: zij 'dient voor het uitwisselen van vragen, antwoorden en wetenswaardigheden op het gebied van geschiedenis, biografie, beeldende kunst en letterkunde, muziek, filosofie, theologie, folklore, citaten, taal en taalkunde (maar niet voor klachten over de "verloedering" van de taal)'.